# 熱血硬派國夫君外傳 熱血少女
《熱血硬派國夫君外傳 熱血少女》（又譯作“熱血少女”）是一款由WayForward與亞克系統共同開發的帶狀捲軸動作遊戲，於2019年9月5日在全球同步發售。本作是《熱血系列》的外傳作品，由以往曾在《新·热血硬派 國夫們的挽歌》（後來作為本作前傳，以《熱血硬派國夫君外傳 熱血少女 零》（River City Girls Zero）命名於2022年推出）中出場的兩位女配角「美沙子（Misako）」和「京子（Kyoko）」擔任主角，展開一段新的冒險故事。畫面依然是像素風格但人物捨棄二頭身畫風改以三頭身比例，畫風較偏向普普藝術。
本作續集《熱血硬派國夫君外傳 熱血少女2》於2022年12月1日發售。

## 開發
《熱血硬派國夫君外傳 熱血少女》是持有Technōs Japan遊戲版權的亞克系統和以開發《桑塔》系列知名的美國電子遊戲開發商WayForward Technologies首次合作，也是WayForward第二次參與Technōs Japan遊戲系列的開發，此前曾參與開發過《雙截龍 霓虹》（Double Dragon Neon，2012年發行，當時Technōs Japan遊戲版權持有者是Million公司，而且是首次沒有參與遊戲開發）。本作由企劃開始至開發完成用了近三年的時間。

## 外部連結
- 官方网站（繁體中文）
- 官方网站（简体中文）